# Hermosillo Seris
Gli Hermosillo Seris furono una franchigia di pallacanestro della ABA 2000, con sede a Hermosillo.
Creati nell'autunno del 2004 disputarono poche partite della stagione 2004-05 prima di dichiarare bancarotta nel gennaio del 2005.

## Stagioni
| Stagione | Lega     | Denominazione    | V | P | %    | Piazzamento | Play-off |
| -------- | -------- | ---------------- | - | - | ---- | ----------- | -------- |
| 2004-05  | ABA 2000 | Hermosillo Seris | 3 | 6 | 33,3 | 10º         | -        |